# Operace Maslenica
Operace Maslenica, jinak také Operace Gusar, byla ofenziva chorvatské armády a příslušníků Ministerstva vnitra Chorvatské republiky zahájená v lednu 1993 s cílem znovu dobýt území v severní Dalmácii a Lice od krajinských srbských sil s uvedeným vojenským cílem zatlačit Srby zpět z oblasti Zadaru, Maslenici a Karlobagu, což by umožnilo zabezpečit pozemní cestu mezi Dalmácií a severním Chorvatskem. Zatímco operace byla nepochybně čistým chorvatským taktickým úspěchem, strategickým úspěchem byla jen mírně. Rada bezpečnosti OSN ji odsoudila.
Postup chorvatských sil v prvních dnech způsobil „rozptyl“ (termín ze srbského vojenského hlášení) v jednotkách srbské strany, které pak byly konsolidovány za pomoci dobrovolníků ze Srbska (Arkanovi tygři, příslušníci Srbské radikální strany atd.) a jednotek složených z bosenskosrbských vojenských sil (Vlci z Vučjaku a další). Protiútoky, které se Srbům podařilo provést, však nedokázaly zatlačit chorvatské síly zpět k Zadaru. Dobrovolníci, kteří dorazili z Bosny a Srbska, kteří byli okamžitě vrženi do těžkých bojů a ve velkém počtu dezertovali již po deseti dnech.

## Úvod
Druhá strana v čele s Mile Novakovićem (velitel 7. sboru srbské armády Krajina, Milan Đilas (velitel 7. sboru SVK), Jovan Dopuđ (velitel 4. lehké brigády), Dragan Harambašić (velitel 75. motorizovaná brigáda), Dragan Tanjga (příslušník ad hoc vytvořené 1. operativní skupiny) a Momčilo Bogunović (příslušník 92. motorizované brigády, zemřel 1. února 1993) zaznamenala formování chorvatských ozbrojených sil, ale nebyla schopna včas zformovat obranu, která by zamezila postupu Ozbrojených sil Chorvatské republiky.
Na začátku tažení bylo do bojů zapojeno přibližně 3500 vojáků z každé strany. 
Srbské síly zvýšily počet svých jednotek přivedením nových sil.
Chorvatská strana nahradila unavené jednotky na frontě a zavedla do boje nové síly.

## Před operací

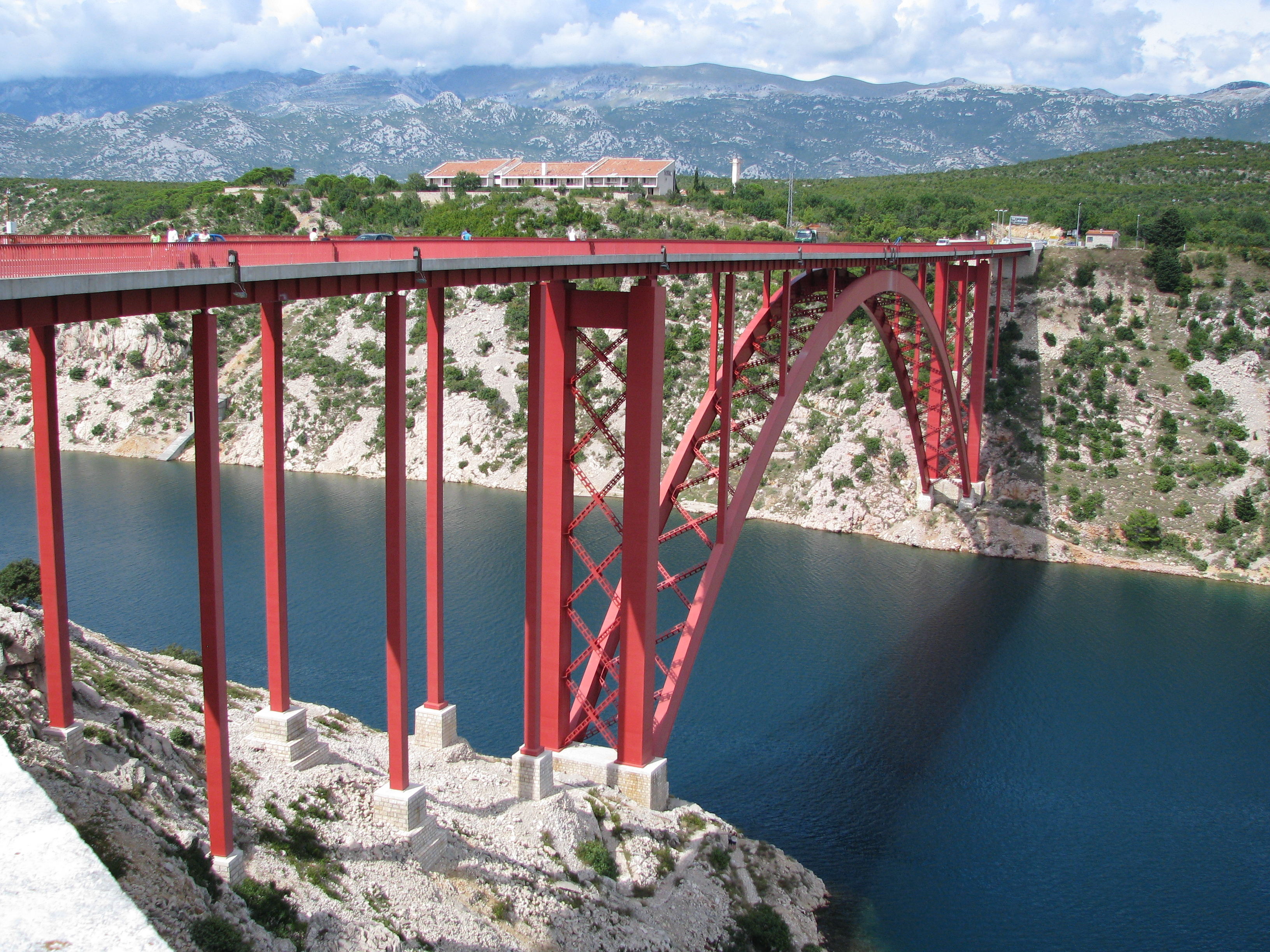
Starý Maslenički most byl strategicky důležitým dopravním spojením mezi Dalmácií a zbytkem Chorvatska

V roce 1991 srbské síly pokračovaly ve svých záměrech rozdělit Chorvatsko, což se málem podařilo, když v oblasti Novska ždril již v počátečních prudkých útocích rozdělily Chorvatsko na dvě části, čímž ohrozily celé chorvatské pobřeží. To znemožnilo dopravní a ekonomické spojení mezi severem a jihem Chorvatska. Železniční doprava do Dalmácie byla zcela přerušena a silniční vozidla jezdila přes ostrov Pag, kde byla trajektová doprava často přerušována kvůli bouřkám. Chorvatský pluk v Dalmácii, stejně jako ten v Hercegu-Bosně, který byl v té době zásobován touto nebezpečnou cestou, se dostal do složité situace.
V době před operací Maslenica se Chorvatsko snažilo dále zajistit řešení konfliktu četnými jednáními, podepsanými dohodami a příměřím se Srby; dohody mezi Chorvatskem, které chtělo nastolit suverenitu nad celým národním územím, a četniky, kteří se snažili „připojit“ k Srbsku, však z pochopitelných důvodů neuspěly. V období po sarajevském příměří v roce 1992 srbští rebelové pokračovali v zabíjení, obtěžování a vyhánění zbývajících Chorvatů ze zadarského vnitrozemí, drancovali jejich majetek a vypalovali jejich domy. Nezabránila tomu ani přítomnost mezinárodních sil UNPROFOR, které dorazily o osm měsíců dříve a podle tzv. Vanceova plánu měly zajistit bezpečnost a ochranu zbývajícím Chorvatům v zónách UNPA, zajistit příměří, návrat exulantů do jejich domovů v oblastech, které nebyly pod kontrolou chorvatských úřadů, a návrat tzv. růžové zóny pod dohledem chorvatských úřadů.
Cílem operace bylo spojit sever Chorvatska s jihem ve směru Zadar – Maslenica – Karlobag a odrazit srbské síly od Rovanjska, Novski Ždril, Maslenica a dálnice Posedarje – Zadar. Akce byla klíčová pro obranu a další vojenské operace chorvatské armády.

## Zahájení operace
Bezprostředně před zahájením vlastní operace posiluje vojenská obrana „Republiky Srbská Krajina“, dopravuje munici a palivo do všech pozic v severní Dalmácii a provádí částečnou mobilizaci, která podstatně posiluje pracovní sílu ve všech směrech. O dva měsíce dříve chorvatští a bosenští Srbové v Prijedoru podepsali „Deklaraci o spolupráci a aspiracích na sjednocení Republiky srbské a Republiky Srbská Krajina“, podle níž zakládají celní a měnovou unii, jednotné občanství a ukazují cestu k úplné sjednocení co nejdříve.
Bylo zjevné, že porušování dohody nebere konce a že rebelující Srbové dělají vše pro to, aby oklamali rezoluci Rady bezpečnosti OSN a dosáhli odtržení části chorvatského území, a zhodnotili nečinnost a neúčinnost působení jednotek UNPROFOR, chorvatské státní vedení v čele s Dr. Franjo Tuđmanem na začátku ledna 1993. rozhoduje o realizaci akce omezeného rozsahu a cíle za účelem opětovného silničního propojení severního a jižního Chorvatska, které ve všech ohledech utrpělo dopravní izolací.
Ve vztahu k době před sarajevským příměřím byl HV v té době do značné míry demobilizován; některé záložní brigády byly reformovány na lehké pěchotní pluky domácí obrany (domácí obrana jako teritoriální součást OS byla založena v prosinci 1991) a hlavní manévrovací síly se skládají z profesionálních brigád, které jsou stále lépe vybaveny těžší technikou.
Úkolem ozbrojených sil bylo osvobodit vnitrozemí okolo Zadaru a město Zadar od bezprostřední nepřátelské akce, odrazit nepřítele od chorvatského pobřeží, přeříznout hlavní silniční tahy Gračac – Obrovac a Benkovac – Knin a osvobodit komunikaci Zadar – Maslenica – Karlobag s cílem znovu propojit sever a jih Chorvatska; Bylo nutné osvobodit letiště Zemunik a obsadit klíčová zařízení na Velebitu, která budou sloužit jako podpora aktivní obrany a dalších útočných operací.
Náčelník Generálního štábu HV generál Bobetko po obdržení úkolu k přípravě a provedení operace Maslenica osobně prohlédl část útvarů a velitelství HV a prozkoumal oblast na Velebitu, kde působí speciální jednotky byly nasazeny MUP Chorvatské republiky. Vydává rozkazy k přijetí opatření k doplnění jednotek, průzkumu oblasti pod kontrolou nepřítele, přípravě a přeskupení a přivedení části sil z jiných front do oblasti Zadaru. Hlavním úkolem prorazit nepřátelské linie bude 4. strážní brigáda pod velením Mirka Šundova, která v té době plnila složité a namáhavé úkoly v širší oblasti Dubrovníku.
Chorvatská armáda netrpělivě očekávala tento okamžik, k němuž postupovala s vysokou mírou odhodlání a připravenosti, iniciativy jednotlivců i jednotek. Celá operace byla připravována v naprostém utajení a za tímto účelem byly bezprostředně před útokem odpojeny všechny telefony v oblasti Zadaru. Proto útok vojenské policie zastihl a zcela překvapil nepřítele. Začalo to silnou dělostřeleckou přípravou 22. ledna 1993, nejprve v 6:15 hod. v prostoru, kde IV. strážní brigáda; poté v 7:05 začala směrem k srbským silám po celé délce bojiště intenzivní dělostřelecká příprava, která trvala asi 10 minut.

## Průběh operace
Útok zahájily jednotky rozmístěné na hlavních směrech útoku:
- Podgradina – Paljuv – Pridraga – Bruška;
- Rovanjska – Jasenice – Obrovac;
- Libinje – Bukva – Tulov grede – Mala Bobija (síly MUP);[14][15]
- Suhovare – Veljane.

Jednotky v aktivní obraně přešly na útok v taktických směrech:
- Briševo – Murvica – Smoković;
- Stara karaula – Musapstan – Crno;[16]
- Sv. Martin (brdo) – Babindub – 93. letecká základna Zemunik;
- Prkos – Škabrnja – Ražovljeva glava.

Jednotky HV útočily současně v několika směrech a tlačily nepřátelské síly na Zemunik, podél silnice Zadar - Maslenica směrem na Benkovac, podél pobřeží směrem na Rovanjska a dále na Obrovac, ovládaly dominantní výšiny na Velebitu. HV dobyl silnou nepřátelskou pevnost Gradin, odkud pokračuje v postupu směrem k vesnicím Paljuv a Buterina. Během prvního dne nepřítel nakrátko konsoliduje své síly a zakládá obranu ve vesnici Podgradina a pokouší se o protiútok.
První den (22. ledna) byla osvobozena Rovanjska, Maslenica, Novsko ždrilo, Podgradina, Islam Latinski, Islam Grčki a Donji Kašić a v dalších dnech Babindub, letiště Zemunik, Crno, Murvica, Smoković, Paljuv, části Škabrnja a Podgradina a strategicky bylo nesmírně důležité ovládnout širší oblast Velika a Mala Bobija, Tulovi gred a Mali Alan na Velebitu, odkud mohly chorvatské síly ovládat Obrovac a Gračac.
Rebelští Srbové se snažili zabránit panice ve svých řadách, a tak prostřednictvím rádia Knin vysílali uklidňující zprávy, po nichž následovaly bojové písně a válečné pokřiky. Již druhý den operace, 23. ledna, kninská rozhlasová stanice již nemohla skrývat zprávy o nářku kvůli utrpěným selháním a Milan Martić ve snaze snížit paniku prohlásil: „Apeluji na vědomí a svědomí srbského lidu Krajiny, aby již nepodléhal k ustašovské propagandě, protože se nesmí opakovat včerejší situace, kdy nás 10 000 lidí uprchlo z Krajiny."
Během následujících tří dnů (23., 24. a 25. ledna) pokračovaly další útoky, ve kterých byly osvobozeny Novigrad, vesnice Donji Kašić, Maslenica, Smoković a Reljići a na Velebitu propukla ozbrojená síla Chorvatské republiky na linii Sveti Rok - Mali Alan – Tulov grede – Mala Bobija (hora). 25. V lednu jednotky HV odpoledne ovládly vesnici Škabrnja a silnou nepřátelskou baštu Ražavljeva glava. Následující dva dny nepřítel intenzivně útočil silnou dělostřeleckou a raketovou palbou, takže chorvatské síly utrpěly ztráty a byly nuceny ustoupit ze zvláště exponovaných pozic, organizujíc obranu na linii Ambar – část Škabrnje – Ivkovići.
Dne 24. ledna 1993 Srbské síly na frontové linii se rozpadají a části frontové linie „začaly v panickém útěku ustupovat“ (citace ze srbské zprávy); prchá i veškeré civilní obyvatelstvo z oblasti Obrovac.
Poté, co byl počet chorvatských a srbských sil rozmístěných v oblasti operace na začátku operace přibližně stejný – asi 3500 vojáků na každé straně, zatímco nejlepší strážní jednotky byly nasazeny na chorvatské straně – v následujících dnech, počet srbských sil se zvýší na cca 8000 mužů přivedením připravenějších jednotek z jiných oblastí pod kontrolou SVK, ale také významných jednotek, které dorazily ze Srbska a Bosny a Hercegoviny. Srbské síly, spoléhající se na takovou rovnováhu sil, provedou rozsáhlý protiútok, na který se chorvatské síly připravily nasazením nových sil, které nahradily jednotky, které v minulých dnech plnily nejtěžší úkoly; tak byla část sil 3 dopravena do oblasti Kašić vrtulníky. strážní brigáda ze Slavonského Brodu, která přijme nejtěžší srbský protiútok na Kašić. Poté, co byl dvoudenní srbský protiútok na Kašić odražen s vážnými ztrátami na obou stranách, srbské síly se pokusily ovládnout Novigrad a znovu se probít k moři, čímž opět přerušily pozemní spojení Dalmácie se zbytkem Chorvatska. Právě v opakovaných bojích o Novigrad utrpěla chorvatská strana nejtěžší ztráty – přes 70 padlých.
Hlavní cíle operace byly dosaženy již po 72 hodinách, ale kvůli tlaku mezinárodního společenství a hrozbám sankcí byl 25. ledna postup chorvatských ozbrojených sil zastaven u Obrovace a Benkovace. Toho využily srbské síly, aby se shromáždily, přivedly posily a provedly protiútok, který byl odražen zavedením čerstvých sil, jejichž část byla přenesena vrtulníkem ze Slavonie a zavedena přímo do boje. Silnější boje o dosažené linie a stabilizaci fronty trvaly další 2-3 dny.
Obzvláště těžké to měli příslušníci speciální policie na Velebitu, kteří prováděli útočné operace v nepříznivých klimatických a terénních podmínkách, v extrémních mrazech, na svazích pokrytých sněhem a ledem, to vše doprovázené studeným zimním větrem. Kvůli tomu měli členové této jednotky v prvních dnech již tři mrtvé členy.
Chorvatským silám se podařilo dobýt a poté držet plánovaná zařízení v těžkých bojích. Srbské síly byly zatlačeny zpět ze zadarského vnitrozemí z Rovanjska, Zemunik byl obsazen, silnice Zadar – Maslenica byla otevřena a chorvatské síly byly na Velebitu dobytím Tulovi gredo.
Bojové linie bylo dosaženo po provedení operace Maslenica: Sveti Rok – Šilovići – Vučja draga – M. Bobija tt 520 – Pariževačka glava – kaňon Zrmanja – Narandžići – Baturi – Sveti Martin – Barabe – Buterini – Mađorija – Pozderi – Donji Kašić – tt 145 – Drage – Vlaka tt 95 – Brdine – Gradina – D. Zemunik – Jabuka tt 90 – Ražovljeva glava tt 165 – Mastelje – M. Blato.
Zcela neplánovaně – poté, co Srbové odpálili výbušniny umístěné pod přehradou se zřejmým úmyslem způsobit povodeň v údolí Cetiny – byla hned po operaci Maslenica na bojišti Sinj provedena osvobozovací akce HV na přehradě Peruća, která definitivně zlikvidovala hrozbu demoliční hráze srbské armády na jezeře Peručka plánovala způsobit katastrofu nedozírných rozměrů.
Z míst obsazených chorvatskou armádou během operace Maslenica se srbským silám podařilo po dvou měsících znovu získat kontrolu pouze nad Škabrnjou.

## Politické tlaky, srbský protiútok a dokončení operace
Čtyři dny po začátku útoku přijala Rada bezpečnosti OSN rezoluci 802, která požadovala, aby chorvatská armáda a policie ukončily bojové operace a opustily osvobozené území. Následoval rozkaz zastavit akci a zřídit aktivní obranu na dosažené linii, ale nestahovat se z osvobozeného území, protože cílem akce bylo spojit sever a jih Chorvatska a odstranit nepřítele z hl. v bezprostřední blízkosti Zadaru. Během bojů podnikla část mezinárodního společenství diplomatickou ofenzívu proti Chorvatsku, zejména Velké Británii a Rusku. Francie - jejíž vojáci v rámci UNPROFOR byli v oblasti zasažené operací Maslenica a dva z nich byli zabiti – také posílá letadlovou loď k Jaderskému moři.

## Srbský protiútok
Kvůli zahraničnímu tlaku chorvatské ozbrojené síly zastavily svůj postup u Obrovace a Benkovace – v pozicích, které nebyly optimální pro obranu – což místní Srbové a srbské polovojenské jednotky využívaly k přivádění posil a protiútoku, operace Ćelik. 
Srbské síly dostávají významnou pomoc od Srbska, složené převážně z tzv. "Arkanova", tj. příslušníci polovojenských jednotek, kterým velel Željko Ražnatović –Arkan. Pomoc poskytovaná jugoslávskou armádou hrála klíčovou roli při vyzbrojování těchto jednotek; která rovněž poskytovala důstojníky pro řízení povstaleckých srbských jednotek v Chorvatsku a technický personál pro práci s vojenskými silami; nižší velitelství příležitostně komunikovalo přímo s velením jugoslávské armády v Bělehradě a obcházelo velení SVK. Protiútok srbských sil složených z místních srbských jednotek Arkanovů a části vojenských jednotek ze Srbska a Bosny a Hercegoviny, kterým velel generál Ratko Mladić, byl odražen přistáním vrtulníku části 2. a 3. gardová brigáda. Chorvatská armáda poté zahájila nový útok, ten však zastavil prezident Franjo Tuđman kvůli hrozbám mezinárodních sankcí, které byly na návrh Ruska projednávány v Radě bezpečnosti OSN. Protože srbské síly nebyly zatlačeny, přeskupily se a provedly obnovený útok s cílem obnovit kontrolu nad Novigradem, čímž se dostaly k moři u Novského Ždrilu, kde chorvatské strany začaly stavět pontonový most, který by umožnil silniční spojení Dalmácie se zbytkem Chorvatska. V těžkých bojích o obranu samotného Novigradu padlo 5 příslušníků II. strážní brigády „Gromovi“ a dokonce 9 členů námořní pěchoty „Vanga“.
V dalším průběhu operace značnou zátěž nesli chorvatští obránci 3. mechanizovaná gardová brigáda "Kune" ze Slavonského Brodu poté, co vystřídala 4. na hlavní linii akce u Kašiće. Strážní brigáda, která byla po prolomení nepřátelských linií stažena na krátký odpočinek. Za jedinou noc (z 1. na 2. února) bylo v oblasti obce Donji Kašić nebo jejího okolí zabito 23 příslušníků 3. divize námořní pěchoty. prapor Cobra ze 3 gardové brigády Kuna, odrážející odhodlaný útok bojové skupiny, kterou srbská strana sestavila z nejlepších jednotek, které měla k dispozici. Donji Kašić musel být bráněn, protože to byl klíčový bod pro obranu Zadaru a nikdy nesmí padnout do rukou nepřítele. I když měli více než 50 zabitých nebo raněných lidí, sami gardisté ze Slavonského Brodu požádali, aby zůstali na svých pozicích v Kašići, kde následujícího dne svedli těžké boje s – jak obránci vypočítali - asi 1000 srbských pěšáků podporovaných 19 tanků, kteří opět provedli dlouhý a odhodlaný útok s cílem dobýt Kašiće. Chorvatští obránci útok odrazili a způsobili srbským silám vážné ztráty.
Během tažení Maslenica chorvatská i srbská strana mobilizovaly síly ve všech oblastech vzájemného kontaktu, ale i přes napjatou situaci podél frontové linie – s výjimkou akce, kdy chorvatské strany ovládly důležitou přehradu na Peruckém jezeře – konflikt nebyl rozšířen za vnitrozemí Zadaru.

## Ztráty
Chorvatská strana: Při útočných akcích během operace, od 22. do 25. ledna bylo zabito 13 chorvatských obránců, v následujících dvou dnech (26. a 27. ledna) bylo zabito dalších 6 při obraně dosažených linií a 70 příslušníků HV bylo zraněno. V silné dělostřelecké raketové a tankové a občas pěchotě sabotážní útoky na nepřítele, které následovaly bezprostředně po „Maslenici“, až do 31. března 1993 počet mrtvých chorvatských veteránů vzrostl na 127. Během následujících měsíců pokračovaly sabotážní útoky srbských sil a počet mrtvých chorvatských obránců v oblasti operace se zvyšoval až do podzimu 1993 na 180.
Srbská strana: " Armáda Republiky srbská Krajina utrpěla mnohem větší ztráty než chorvatské síly; 21 srbských vojáků bylo zabito v jednom záloze jen na Velebitu a na chorvatské straně se odhaduje, že 490 vojáků zemřelo na straně protivníka. Počet zraněných musel být dokonce vyšší než počet mrtvých a takové ztráty vážně otřásly rebelujícími Srby.Podle srbských zdrojů zemřelo během operace Pirát na straně RSK 348 lidí, z toho 65 dobrovolníků, kteří přišli z území Srbska. Uvádí se, že při operaci na srbské straně bylo zabito také 55 civilistů, z toho 34 žen a tři děti do 12 let V roce 2020 srbské zdroje hovoří o smrti 348 Srbů, včetně 293 vojáků, jako „vraždy“, i když operace Pirát byla zjevně legitimní vojenskou osvobozovací akcí pravidelných vojenských sil Chorvatské republiky.
Zajaté prostředky nepřítele v operaci Maslenica jsou:
- dva tanky T-55,
- dva OTM M 60,
- dvě H 105 mm,
- tři MB 120 mm,
- osm MB 82 mm,
- deset MB 60 mm,
- jedenáct NST 82 mm,
- POLO 9K11 se šestnácti raketami,
- dvě stě čtyřicet "Zolja" RBR 64 mm,
- PZS 12,7 mm "BROWING",
- dva PZT 20/3 mm a 20/1 mm,
- náklaďák plný "vos" a min na MB 82 mm,
- náklaďák plný různé munice,
- inženýrské příslušenství a nástroje,
- munice různých ráží, cca 12 000 kusů,
- dvě terénní auta,
- a další různé vojenské vybavení.

## Po operaci
Po realizaci operace „Maslenica“ čekal na jednotky VN velmi náročný úkol sledovat a bránit dosaženou kontaktní linii, která byla denně vystavována silným nepřátelským ozbrojeným provokacím a protiútokům. Byla přijata opatření k organizaci odolných bodů a jejich posílení protipancéřovými prostředky, zabránění smíšeným minovým polím a jiným překážkám, vytvoření nových palebných postavení dělostřelectva, zřízení pozorovacích stanovišť a jejich propojení se systémem velení a hlášení.
Hlavní činností nepřítele byla konsolidace vlastních sil a zabránění případné další akci chorvatských sil. Nepřítel reorganizoval své síly a po vytažení obrněných a dělostřeleckých prostředků ze skladiště pod dohledem sil UNPROFOR plánoval zahájit protiútok. Menšími průzkumnými a sabotážními skupinami a náhlými dělostřeleckými operacemi se nepřítel snaží destabilizovat chorvatské síly v obraně, snaží se zabránit seskupování a případným útočným operacím. V odvetě za porážky, které utrpěly nepřátelské síly na začátku února 1993. provádět násilné dělostřelecké útoky na jednotky a sídla VN v zadarském vnitrozemí. Neúspěšný pokus o protiútok 2. února vyslali k Zadaru železniční vagón plný výbušnin s úmyslem zničit město, který naštěstí explodoval před tunelem v Debeljaku. V polovině února tzv. SVK dosáhlo dosud největšího počtu branců, celkem 71 409 příslušníků, přičemž početní stav jejich dalmatského sboru činil téměř 28 000 příslušníků. Silné nepřátelské protiútoky byly časté až do května 1993. Těžiště nepřátelské akce bylo právě v oblasti Novski Ždril, s cílem zabránit výstavbě a použití pontonového mostu. Chorvatské síly úspěšně zamířily na dělostřelecké pozice, ze kterých srbské síly zaměřovaly pontonový most, což znemožnilo přesnou střelbu, ale přesto byl 36krát přímo zasažen.
Kromě dynamických aktivit na frontě u Zadaru chorvatská armáda v tomto období organizuje a reorganizuje jednotky, cvičí své příslušníky a zvláštní význam přikládá organizaci samostatných dělostřeleckých a protitankových jednotek velikosti praporu. Za účelem organizace co nejjednoduššího systému vedení a velení jednotkám VN jsou zřizovány Operační skupiny.
Během několika dalších měsíců byl na Novskim ždrilu postaven pontonový most, který na konci července 1993. uveden do provozu, čímž se opět pozemní a pozemní Chorvatsko propojilo, po uklidnění situace na bojišti byl most využíván pro dopravu až do výstavby nového mostu Maslenica, který byl dokončen v roce 1997.
Skutečnost, že Chorvatsko u příležitosti této akce – kterou chorvatská strana porušila příměří uzavřené za účasti OSN a při níž byli zabiti a tři zraněni při ostřelování dva francouzští vojáci z UNPROFOR – neutrpěla žádnou mezinárodní sankce (alespoň diplomacie některých zemí jako Velká Británie a Rusko zpočátku reagovala na Chorvatsko velmi negativně) byly povzbuzením pro chorvatskou stranu a zdrojem obav pro srbskou stranu.

## Zločiny spáchané srbskými silami proti civilistům po vojenské operaci
Během bojů, ale mimo oblast, kde k nim došlo, byly srbské síly 26. ledna 1993 rok v okupovaném Modrići u Obrovace srbské síly zabily šest členů rodiny Modrićových: nejstarší z obětí bylo 88 let. Za tuto vraždu byli po válce odsouzeni dva příslušníci vojenských jednotek AO Krajina.
Krátce po skončení bojů ve vesničce Erstići v okupované oblasti Bukovica, kde se bojovalo během operace „Pirát“ dne 9. února 1933 rok zabil 10 civilistů z chorvatské rodiny Erstićů: nejmladšímu z nich bylo 18 a nejstaršímu 88. I když v obci vznikl památník obětem a u příležitosti výročí utrpení těchto civilistů se scházejí místní, představitelé místních úřadů a občanských sdružení; a i když svědci ukazují na pachatele jménem a příjmením, je to až do roku 2022 nikdo nebyl za zločin potrestán.

## Dokumentární filmy
- Hrabrost djelatnika saniteta u vojnoj operaciji Maslenica (Odvaha zdravotnických pracovníků ve vojenské operaci Maslenica)
- Akcija Maslenica (Akce Maslenica)